# 飯隈愛理
飯隈 愛理（いいぐま あいり、1999年9月7日 - ）は、日本の女子バスケットボール選手である。ポジションはパワーフォワード。Wリーグの新潟アルビレックスBBラビッツ所属。

## 来歴
鹿児島県鹿屋市出身。
小林高校、鹿屋体育大で全国大会を経験。
2022年、新潟アルビレックスBBラビッツにアーリーエントリーを経て加入。